# شاون بایرن (بازیکن فوتبال، زاده ۱۹۹۳)
شاون بایرن (انگلیسی: Shaun Byrne؛ زادهٔ ۹ ژوئن ۱۹۹۳) بازیکن فوتبال اهل بریتانیا است.